# Мелесівка
Мелесі́вка — село в Україні, у Золотоніському районі Черкаської області. Входить до складу Новодмитрівської сільської громади. Населення — 516 чоловік (на 2001 рік).
Село розташоване за 4 км на північний захід від районного центру — міста Золотоноша на висохлій річці Іржавець.

## Історія
У назві села збереглося прізвище козака Мелеса, який першим поселився тут у першій половині XVIII століття. Спершу осада мала дві назви: Мелесів хутір (1748 рік) — «До Мелясового хутора на Ржавце…» та Іржавський хутір (1763 рік). Видатною людиною з роду Мелесів був Федір Мелесь, який винайшов літальний апарат.
Тривалий час Мелесівка була феодально залежною. Згідно з описом Київського намісництва 70-80-х років XVIII століття село, що нараховувало 85 мешканців, належало бунчуковому товаришу Дмитру Білусі (1787 р.).
На зламі XIX і ХХ століть село поділялося на дві частини: Стара і Нова Мелесівка із
129 мешканцями. Станом на 1922 рік мешкало 385 осіб у 85 господарствах. Селяни мали 342 десятини землі.

## Сучасність
Нині в Мелесівці функціонують бібліотека, навчально-виховний комплекс «школа — дитячий садок».